# Uvariodendron connivens
Uvariodendron connivens là một loài thực vật thuộc họ Annonaceae. Loài này có ở Cameroon và Nigeria. Chúng hiện đang bị đe dọa vì mất môi trường sống.